# Karl-Heinz Kern
Karl-Heinz Kern (* 18. Februar 1930 in Dresden; † 21. Oktober 2022 in Berlin) war ein deutscher Diplomat der DDR.

## Werdegang
Er erlernte den Beruf des Chemotechnikers. Von 1949 bis 1952 war er Mitarbeiter der Landesregierung Sachsen und von 1952 bis 1954 Abteilungsleiter beim Rat des Bezirkes Dresden. Nach einem Fernstudium an der Deutschen Akademie für Staat und Recht erhielt Kern 1958 einen Abschluss als Diplomjurist. Er war ab 1959 im Ministerium für Auswärtige Angelegenheiten der DDR (MfAA), zunächst als Referent und ab 1962 als Sektorleiter in der Afrika-Abteilung, beschäftigt. Von 1963 bis 1966 erfolgte ein Auslandseinsatz in Ghana als Handelsrat. Kern war von 1966 bis 1971 Leiter der Afrika-Abteilung, von 1973 bis 1980 Botschafter der DDR im Vereinigten Königreich, von 1980 bis 1982 Stellvertreter des Leiters der Abteilung Westeuropa, von 1982 bis 1986 Botschafter in Nordkorea und von 1986 bis 1990 Botschafter in der Hauptabteilung Grundsatz und Planung des MfAA.